# إيشا غوبتا
إيشا غوبتا (بالإنجليزية: Esha Gupta)‏ وهي ممثلة هندية ولدت في يوم 28 نوفمبر 1985 في مدينة نيو دلهي عاصمة الهند وقد مثلت في عدة أفلام هندية منها فلم راز ثري دي وفي فلم جانات وقد أختيرت الوصيفة الثالثة لملكة جمال الهند في سنة 2007 وأختيرت ملكة جمال الأمم لسنة 2007.

## وصلات خارجية
- إيشا غوبتا على موقع IMDb (الإنجليزية)
- إيشا غوبتا على موقع قاعدة بيانات الأفلام العربية
- إيشا غوبتا على موقع ألو سيني (الفرنسية)
- إيشا غوبتا على موقع أول موفي (الإنجليزية)
- إيشا غوبتا على موقع قاعدة بيانات الفيلم (الإنجليزية)